# Unsere Liebe Frau (Petzenhausen)

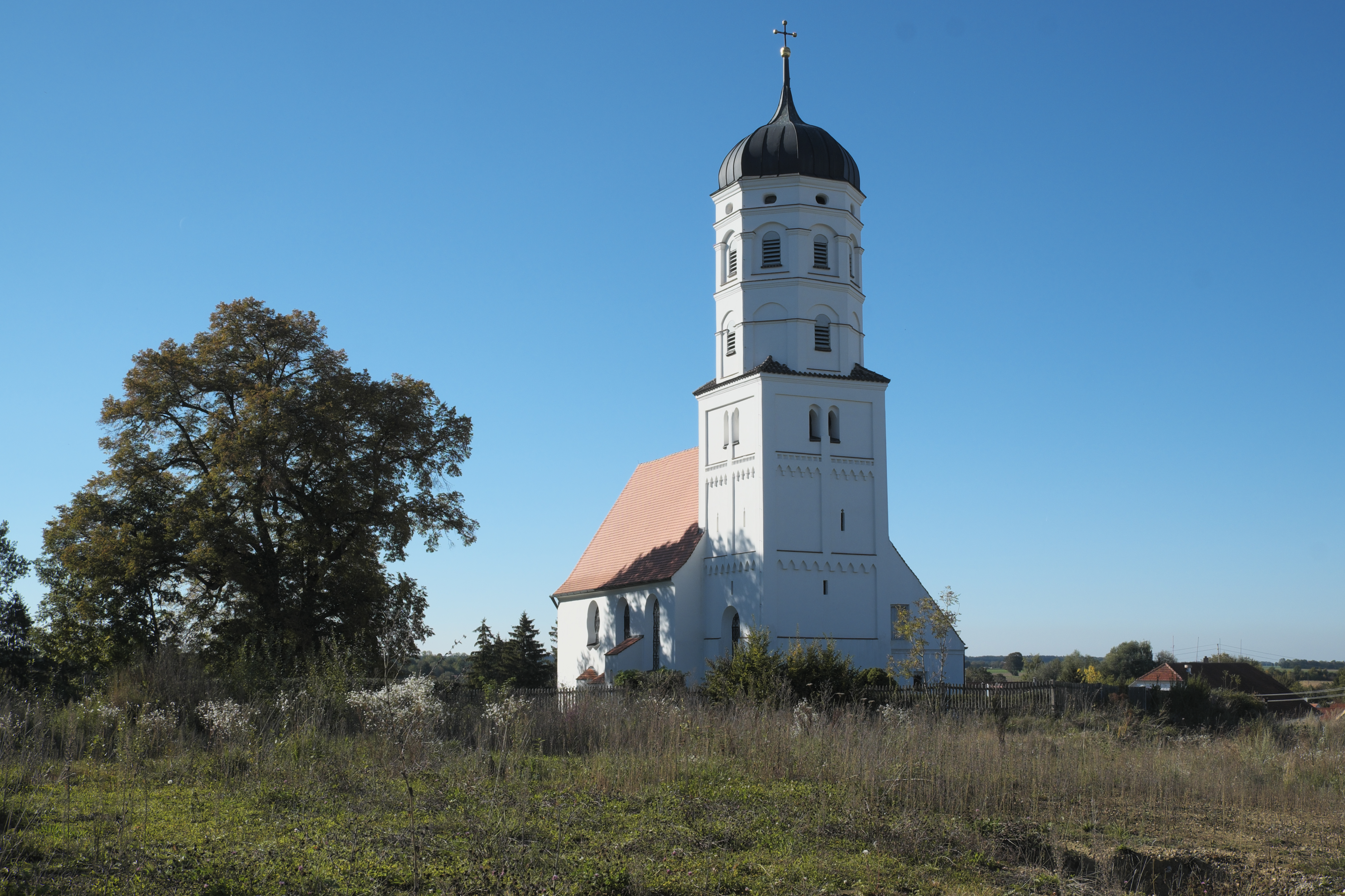
Filialkirche Unsere Liebe Frau

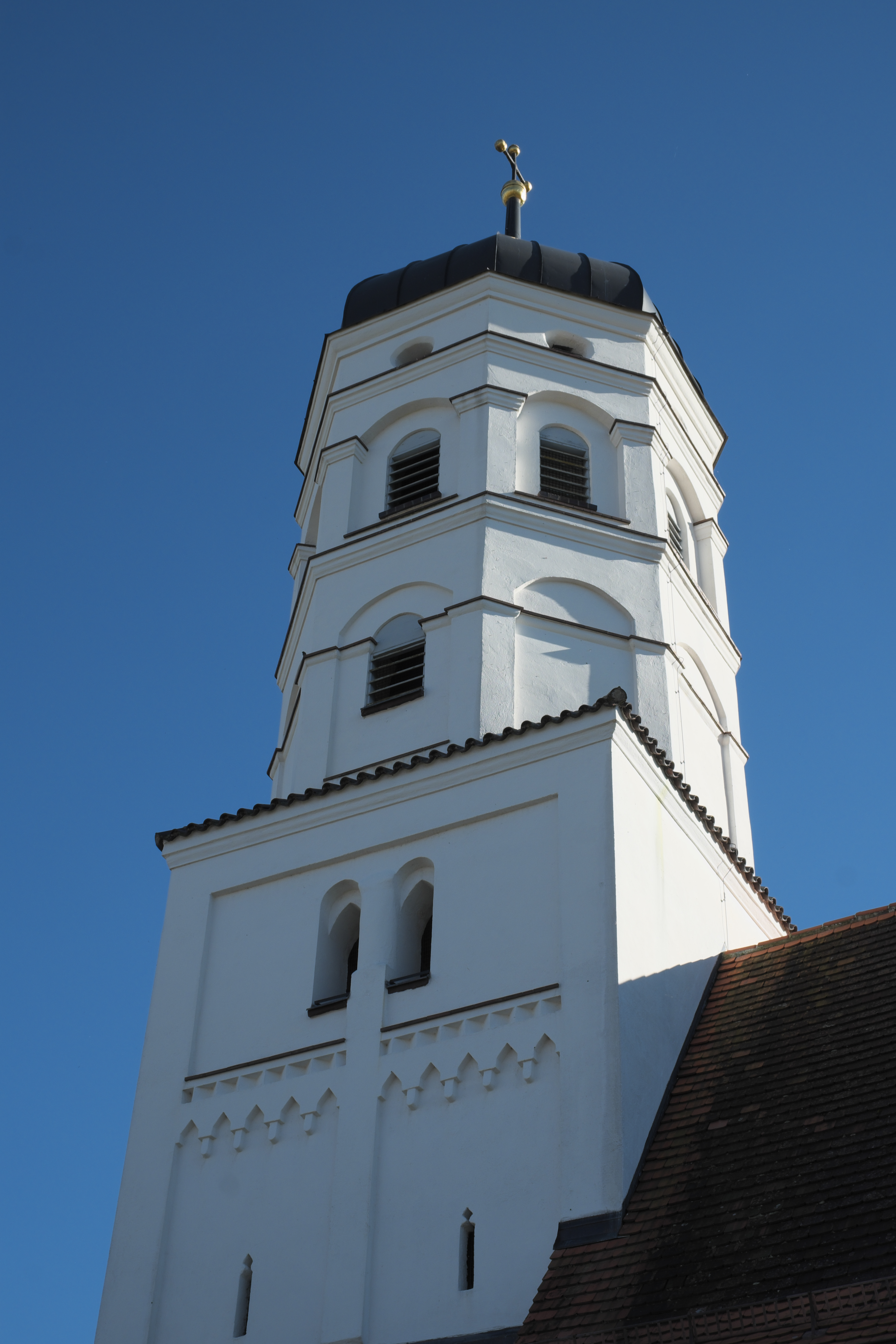
Chorturm

Die römisch-katholische Filialkirche Unsere Liebe Frau in Petzenhausen, einem Ortsteil von Weil im oberbayerischen Landkreis Landsberg am Lech, ist im Kern eine gotische Chorturmkirche, die im 18. Jahrhundert im Stil des Rokoko umgestaltet wurde. Die von einem ummauerten Friedhof umgebene Kirche gehört zu den geschützten Baudenkmälern in Bayern.

## Geschichte
Die Kirche wurde vermutlich Ende des 14. Jahrhunderts an der Stelle von Vorgängerbauten errichtet. Im frühen 17. Jahrhundert erhielt der Turm seinen oktogonalen Aufbau im Stil der Renaissance. In den Jahren nach 1737 erfolgte die spätbarocke Umgestaltung der Kirche durch den Wessobrunner Baumeister Franz Schmuzer (1676–1741). Nach dessen Tod übernahm sein Bruder Joseph Schmuzer (1683–1752) die Leitung der Bauarbeiten und führte die Verlängerung des Langhauses nach Westen in den Jahren 1747/48 durch.

## Architektur

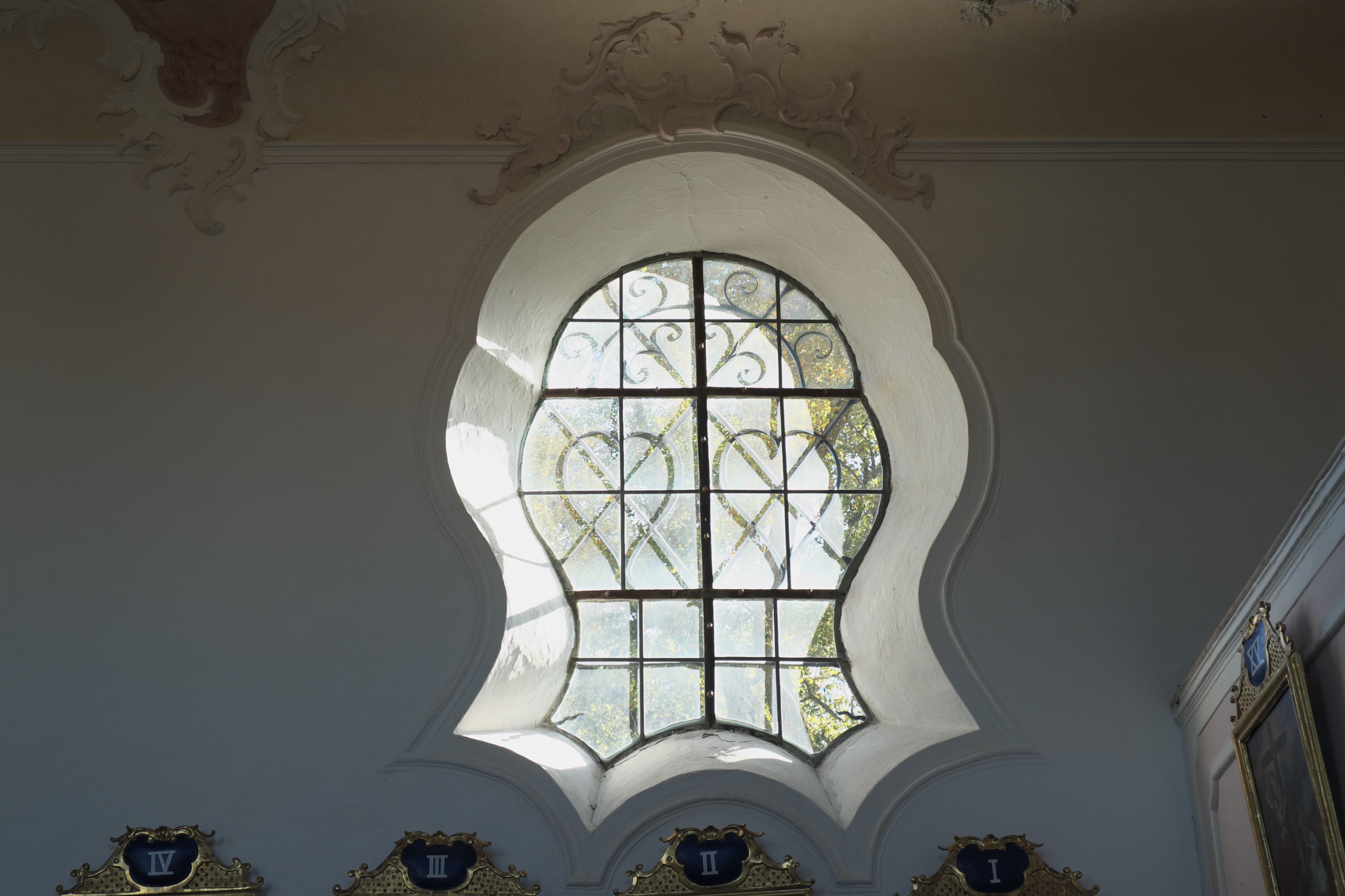
Geschweiftes Fenster

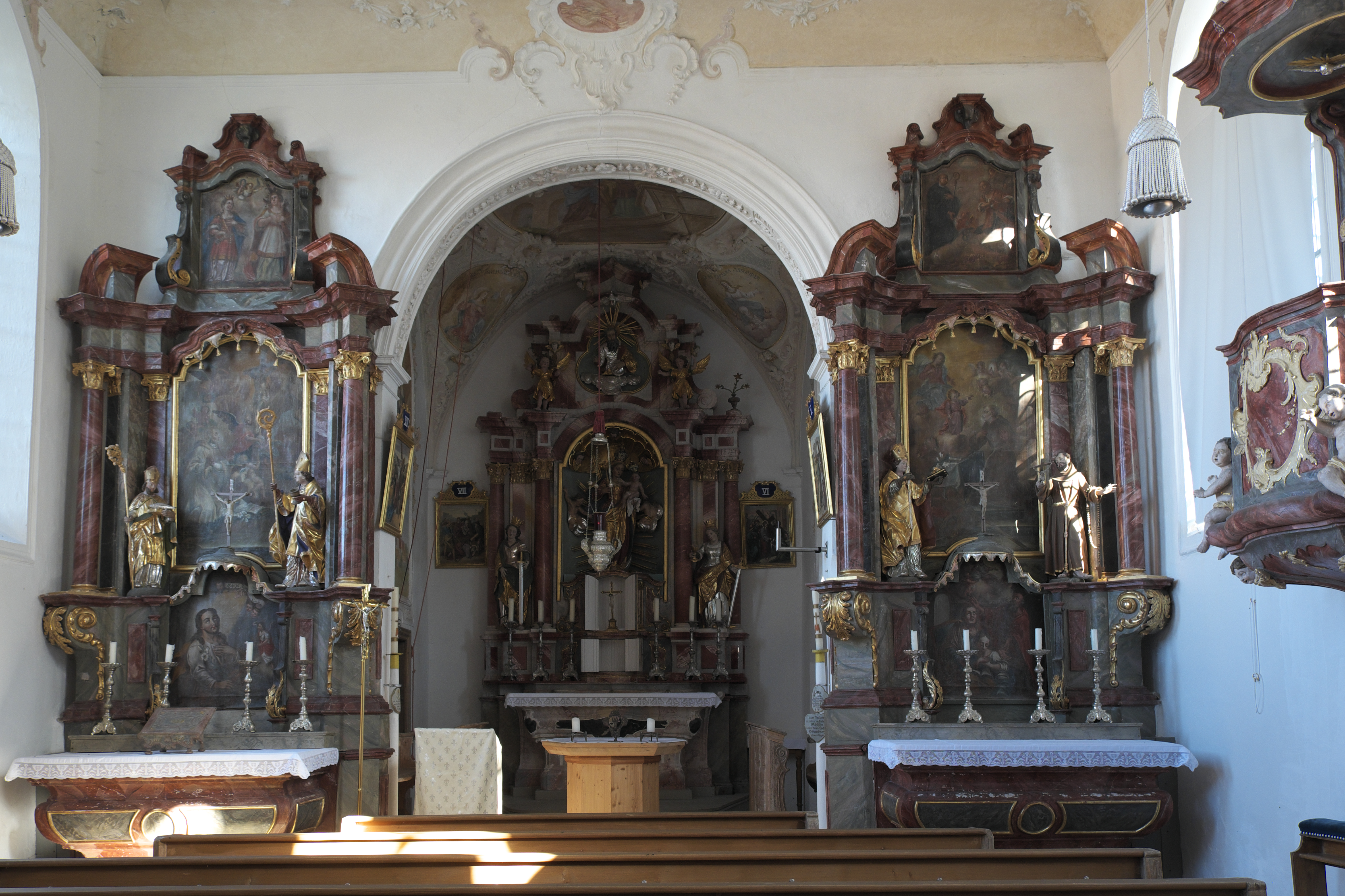
Innenraum

### Außenbau
An der Ostseite des Langhauses steht der mit einer Zwiebelhaube gedeckte Glockenturm. Der noch aus gotischer Zeit stammende quadratische Turmunterbau wird durch Blendfelder mit Spitzbogenfriesen und Deutschem Band gegliedert. Der oktogonale Aufbau ist mit Gesimsen und stichbogigen Blendfeldern verziert. An der Nordseite des Turms ist die mit einem Pultdach gedeckte Sakristei angebaut. An der Südseite des Langhauses befinden sich der Kanzelaufgang und eine halbrunde Nische, an der Nordseite, in ein barockes Vorzeichen mit Walmdach integriert, das Portal. 

### Innenraum
Das einschiffige Langhaus ist in drei Achsen gegliedert und wird von einer Flachdecke über Hohlkehlen gedeckt. Ein halbrunder Bogen führt zum Chor im Erdgeschoss des Turmes, dessen ursprüngliches Kreuzgratgewölbe im Zuge der Barockisierung geschliffen und mit Stuck überzogen wurde. Die Langhauswände werden von großen Rundbogenfenstern durchbrochen, die beiden Fenster der westlichen Achse sind geschweift. Den westlichen Abschluss des Langhauses bildet eine Empore, deren Brüstung mit stuckierten Ornamentfeldern verziert ist.

## Stuck

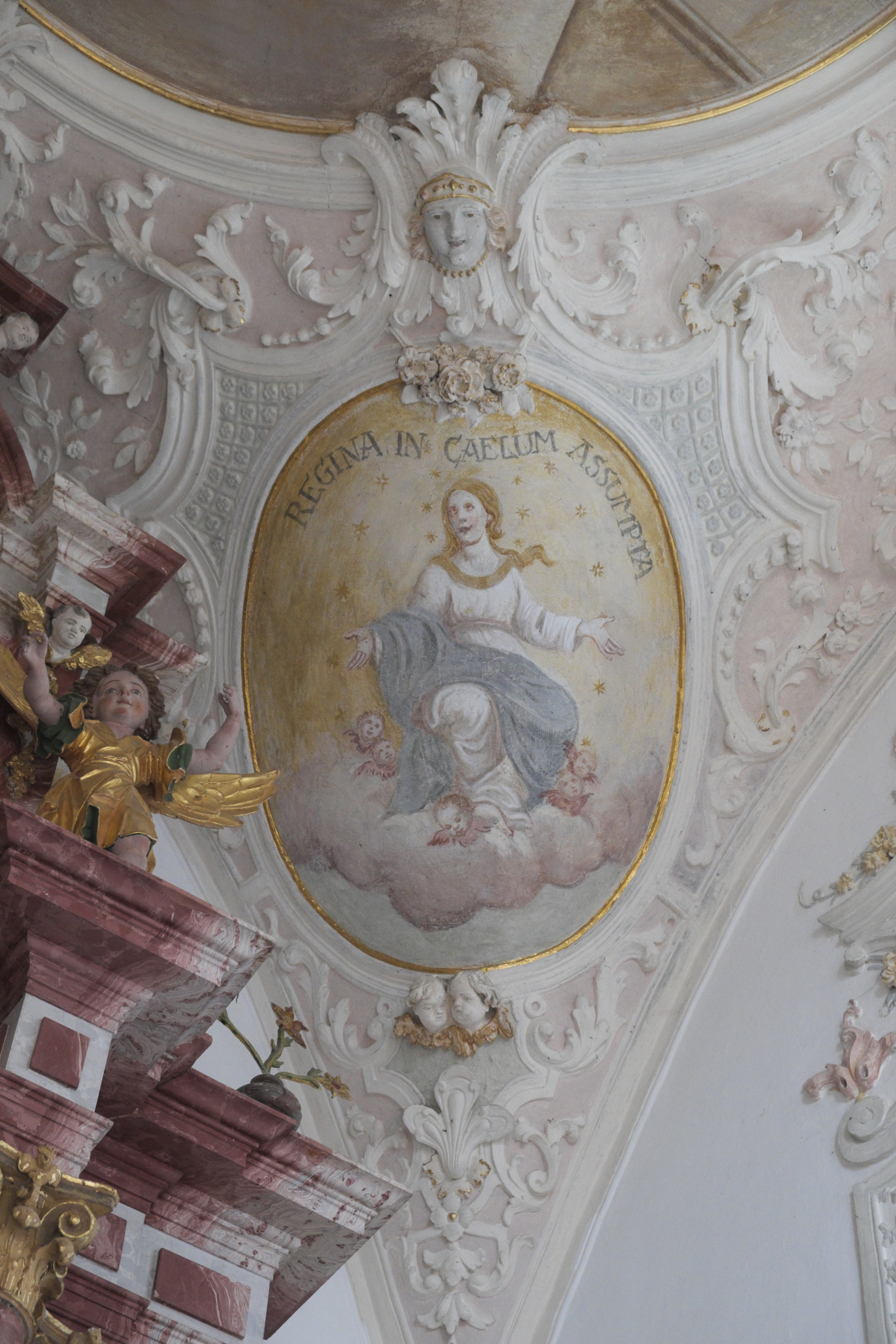
Deckenstuck im Chor

Der Chor ist mit Régence-Stuck überzogen, der zwischen 1736 und 1738 von Franz Schmuzer ausgeführt wurde. Den Stuck im Langhaus und am Chorbogen schuf sein Neffe Franz Xaver Schmuzer (1713–1775) im Jahr 1748. 

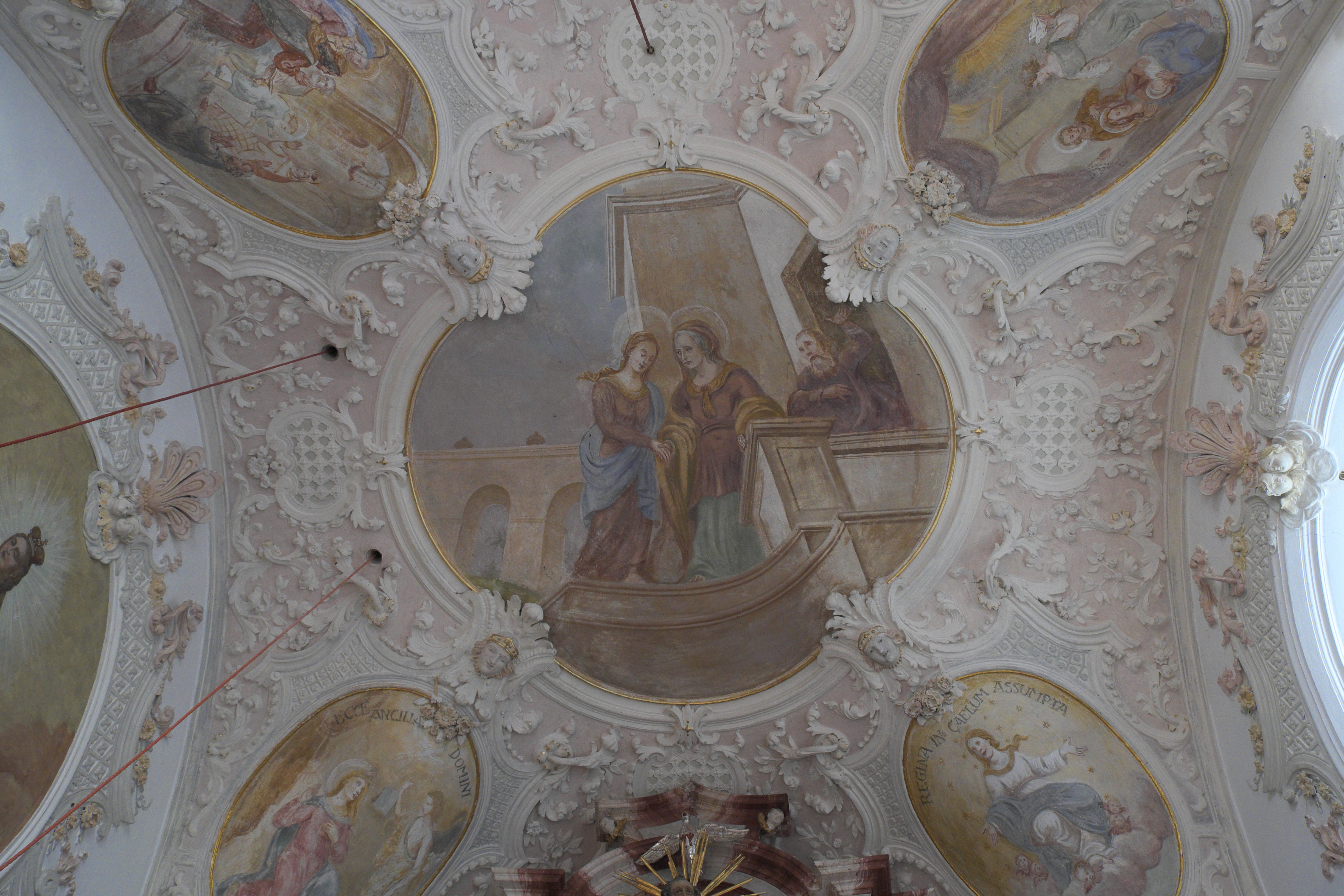
Deckenstuck im Chor
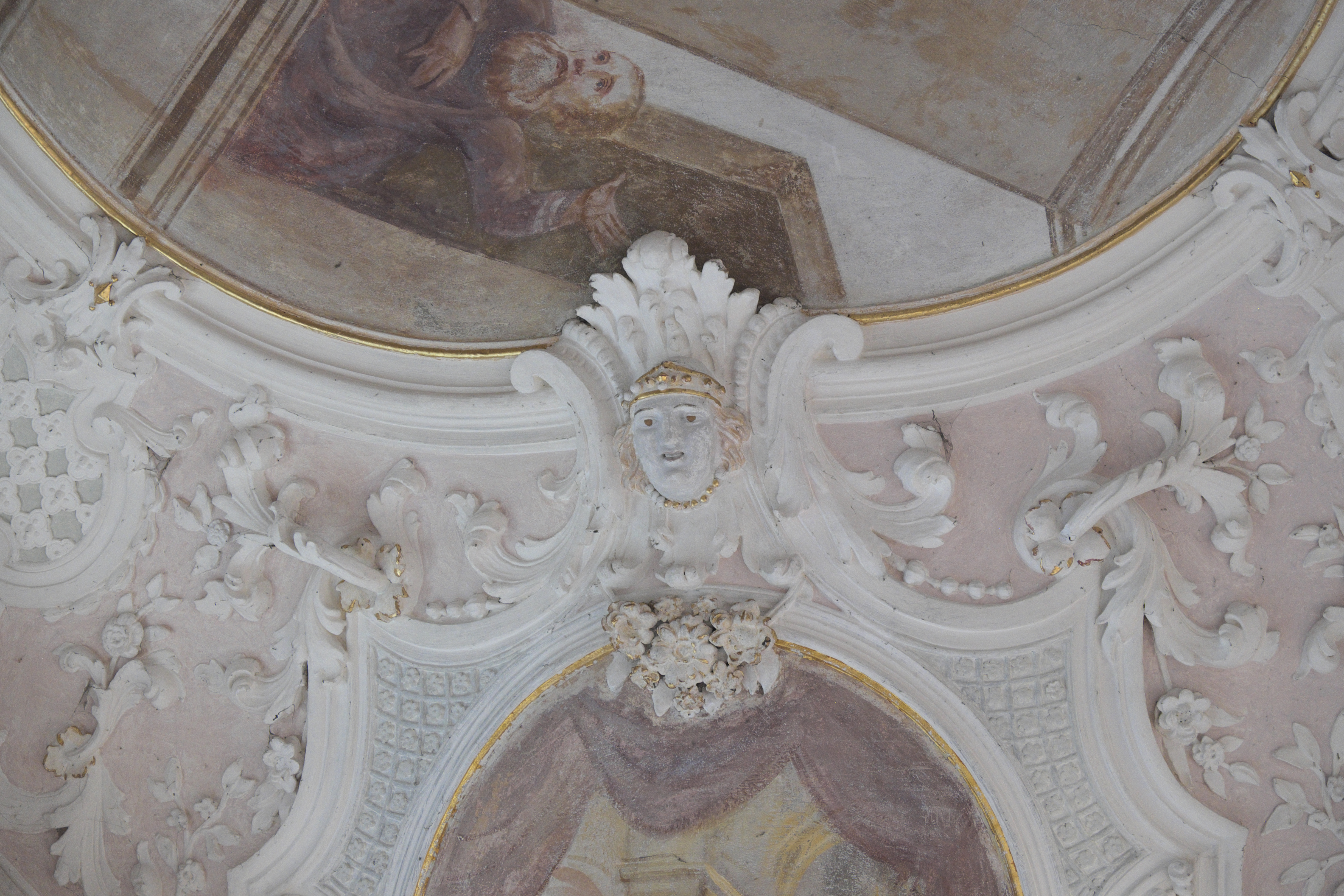
Deckenstuck im Chor
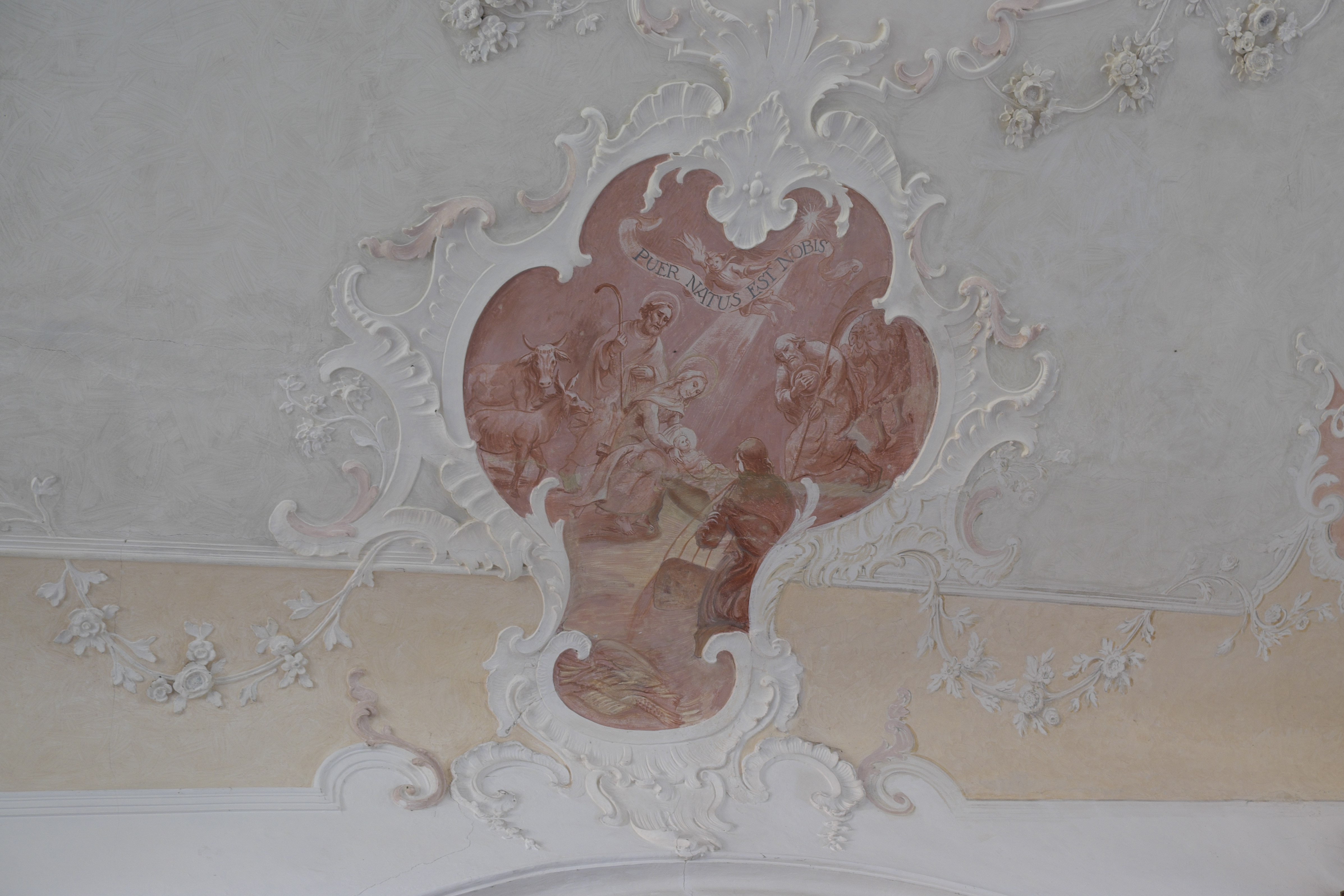
Stuckkartusche im Langhaus

## Deckengemälde

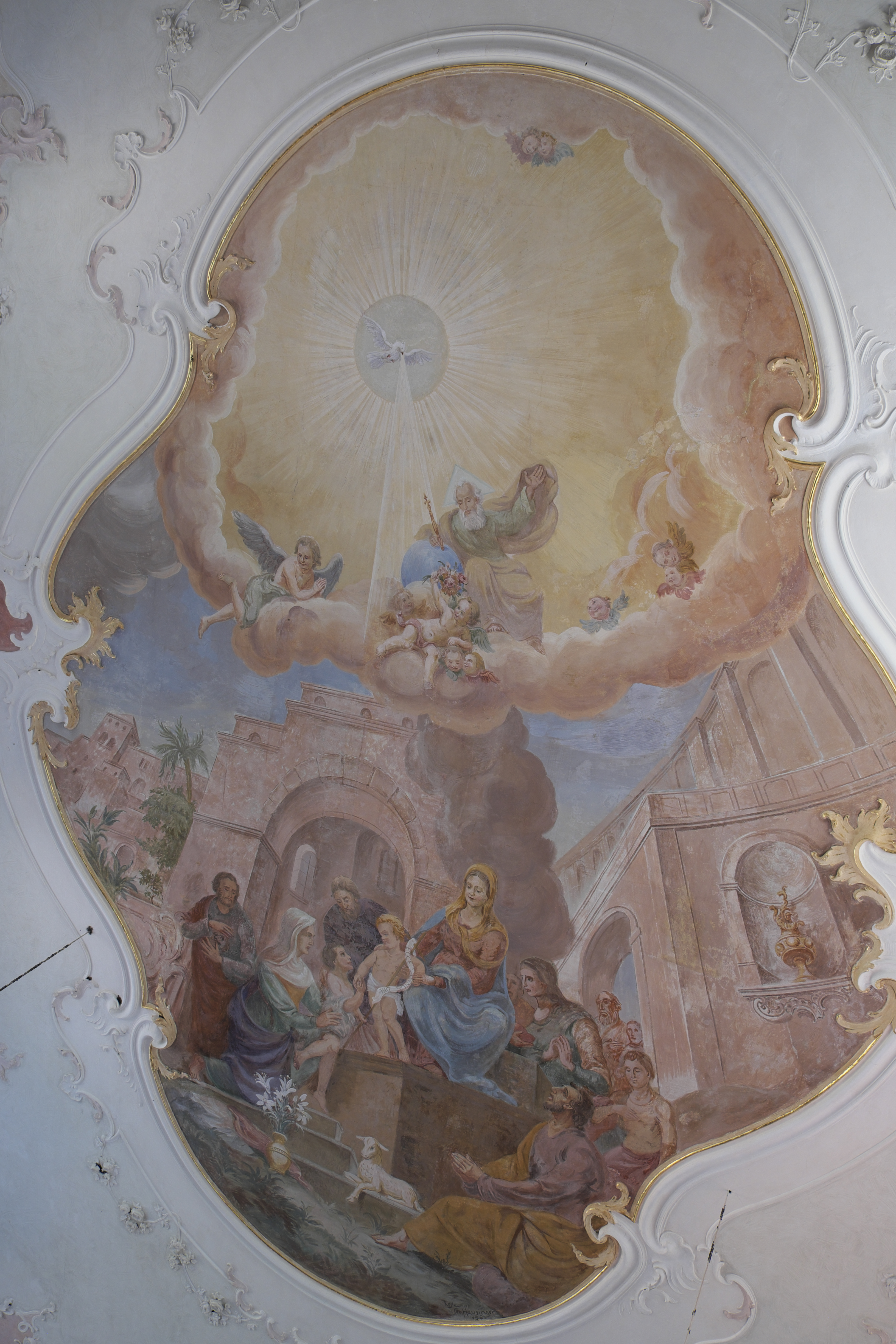
Deckengemälde im Langhaus

Das große Deckenbild im Langhaus stellt die Begegnung von Jesus und Johannes dar. Es geht vermutlich auf einen Entwurf aus dem 19./20. Jahrhundert zurück und wurde von Sebastian Hausinger 1967 restauriert. Die monochromen Malereien in den Rocaillekartuschen stammen ebenfalls von Sebastian Hausinger. Die Deckengemälde im Chor stellen die Heimsuchung Mariens und weitere Szenen aus dem Marienleben dar.

## Ausstattung
- Der sechssäulige Hochaltar aus Stuckmarmor ist eine Arbeit von Franz Schmuzer aus dem Jahr 1736. Die Figur der Muttergottes in der Mittelnische und die seitlichen Figuren der heiligen Katharina und der heiligen Barbara werden dem Weilheimer Bildhauer Ambros Degler zugeschrieben.
- Die Ölgemälde der Seitenaltäre wurden 1747 von Johann Caspar Schäffler ausgeführt. Die farbig gefassten Schnitzfiguren des heiligen Blasius am nördlichen Seitenaltar und des heiligen Nikolaus und des heiligen Franziskus am südlichen Seitenaltar stammen von Lorenz Luidl, der in Landsberg am Lech eine Bildhauerwerkstatt unterhielt.